# 吉娅·杜南
吉娅·杜南（英語：Gia Doonan，1994年6月30日—），美国女子赛艇运动员。她曾代表美国参加世界赛艇锦标赛，获得一枚金牌和一枚铜牌。她也曾参加2020年夏季奥林匹克运动会。